# فرادی، اونتاریو
فرادی (به انگلیسی: Faraday) یک منطقهٔ مسکونی در کانادا است که در انتاریو واقع شده‌است. فرادی ۱٬۴۰۱ نفر جمعیت دارد.